# Gianni Vernetti
Gianni Vernetti (Torino, 27 novembre 1960) è un giornalista, scrittore e politico italiano.

## Biografia

### Studi e vita privata
È sposato con Laura de Donato, giornalista del TG3, con cui ha quattro figli.
Nel 1985 si è laureato alla facoltà di architettura del Politecnico di Torino e nel 1989 ha ottenuto il dottorato di ricerca in Tecnologia dell'Architettura al Politecnico di Milano. Fra il 1985 e il 1990 ha svolto la libera professione di urbanista.

### Attività politica con i Verdi a Torino
Nel 1979 è tra i promotori del Comitato di Controllo per le Scelte Energetiche e del movimento antinucleare.
Nel 1984 è fra i fondatori della Federazione dei Verdi italiani e nel 1990 viene eletto nelle liste dei Verdi al consiglio comunale di Torino.
Fra il 1993 e il 1999 è stato assessore allo Sviluppo Sostenibile della Città di Torino con delega ai Lavori Pubblici, Ambiente e Riqualificazione Urbana.

### Deputato per L'Ulivo/Margherita (2001-06)
Dopo aver aderito ai Democratici, nel 2001 è stato eletto per la prima volta alla Camera dei deputati nelle liste dell'Ulivo.
È stato capogruppo della Margherita nella Commissione Attività Produttive della Camera dei deputati promuovendo diverse iniziative legislative in materia di energie rinnovabili.
È stato membro della direzione nazionale di Democrazia e Libertà-La Margherita e responsabile prima del dipartimento Energia, poi del dipartimento Relazioni internazionali del partito.

### Senatore per L'Ulivo (2006-08) e sottosegretario agli esteri
Nel 2006 è stato eletto al Senato della Repubblica ed è diventato Sottosegretario agli Affari Esteri (2006-2008) nel Governo Prodi II. Durante il suo mandato alla Farnesina ha avuto la delega alle relazioni bilaterali fra l'Italia e i paesi dell'Asia e del Pacifico ed ai Diritti Umani.
Vernetti ha promosso la prima Conferenza Italia-Asia Centrale nel settembre 2007 e ha promosso numerosi progetti di cooperazione economica, scientifica e universitaria con l'India, la Cina, la Corea, il Vietnam, Sri Lanka e il Pakistan. Durante il suo mandato l'Italia è entrata in dialogo con il Forum delle isole del Pacifico.
Vernetti ha anche rappresentato l'Italia all'Consiglio per i diritti umani delle Nazioni Unite  e all'Assemblea generale delle Nazioni Unite. Ha coordinato la campagna italiana per la moratoria universale della pena di morte, coordinando anche l'azione di ricerca del consenso alle Nazioni Unite che ha portato all'approvazione della risoluzione nel dicembre del 2007.

### Deputato PD e Alleanza per l'Italia (2008-2013)
Nel 2008 è stato eletto per un terzo mandato alla Camera dei deputati nelle liste del Partito Democratico. È membro della Commissione Affari Esteri della Camera dei deputati e della Delegazione Italiana nell'Assemblea Parlamentare della NATO.
Gianni Vernetti è stato responsabile esteri del Partito Democratico Europeo e coordinatore dell'Alleanza dei Democratici.
Dal 2008 è co-presidente del gruppo italiano dell'Internazionale Liberale.
Nel 2008 ha fondato l'Integruppo Parlamentare Italia-Tibet di cui è presidente ed è stato anche vicepresidente dell'Associazione Parlamentare Italia-Israele.
Lo stesso anno si è dichiarato a favore di impedire al presidente iraniano Ahmadinejad di recarsi al vertice FAO a Roma, in quanto considerato persona non grata.
Nel novembre del 2009 è fra i promotori del movimento politico di Alleanza per l'Italia, che abbandona il 2 giugno 2012 insieme a Linda Lanzillotta denunciando il fallimento del progetto del Nuovo Polo per l'Italia, partito unitario delle forze moderate e centriste che comprendesse UdC, Fli, Api e Mpa..
Nel 2011 ha sostenuto i ribelli durante la Prima guerra civile in Libia contro il regime di Gheddafi.
È stato leader del Gruppo Italiano dell'Internazionale Liberale.

### Editorialista e scrittore (2013-oggi)
Vernetti decide di non ricandidarsi alle elezioni politiche del febbraio 2013 e nel maggio dello stesso anno si iscrive nuovamente al Partito Democratico.
Si è dichiarato a favore di un intervento internazionale nella guerra civile siriana, anche in assenza di mandato ONU. Si dedica al settore delle energie rinnovabili e a fine 2015 fonda Gea Solar, azienda per lo sviluppo e la realizzazione di impianti ad energia solare in vari paesi di Asia, Africa e America Latina, di cui è presidente e amministratore delegato.
Dal 2017 ha promosso il blog @GianniVernetti, con informazioni sull'attualità geopolitica e la politica internazionale.
Da gennaio 2018 è editorialista de La Stampa dove scrive per tre anni diversi editoriali e articoli di approfondimento su politica estera, geopolitica e diritti umani. Sugli stessi temi collabora anche con il quotidiano online Huffington Post. 
A partire dal maggio del 2020 diventa editorialista de La Repubblica dove scrive numerosi editoriali, reportage e interviste raccontando le principali crisi globali, il crescente confronto fra democrazie e regimi autoritari, le nuove minacce alla sicurezza internazionale, le sfide all'occidente dei regimi di Russia e Cina.  
Dal gennaio del 2021 è Presidente di AccessiWay, società leader in Italia e in Europa nel campo dell'accessibilità digitale.
Nel marzo del 2022 ha pubblicato per Rizzoli il volume Dissidenti nel quale analizza il crescente confronto fra democrazie e autocrazie accompagnando il lettore in un viaggio fra le montagne del Kurdistan, dove i combattenti curdi hanno sconfitto le milizie jihadiste dell’Isis; sulle pendici dell’Himalaya, dove un pugno di monaci coraggiosi ha salvato la millenaria cultura tibetana; nella piccola e combattiva Lituania, che ha conosciuto tutti i totalitarismi del XX secolo e oggi accoglie i dissidenti di Russia e Bielorussia; nell’isola di Taiwan, che resiste all’autoritarismo cinese.  
Partecipante abituale e co-organizzatore del Forum delle Nazioni Libere della Post-Russia.  
È molto attivo nella difesa dei paesi minacciati dalle autocrazie di Russia, Cina e Iran, promuovendo diverse iniziative pubbliche in sostegno alla guerra di liberazione dell’Ucraina, alla difesa della democrazia di Taiwan ed al sostegno ad Israele minacciato dall’Iran e dai suoi proxies di Hamas, Hezbollah e Houthi. 
È fra i promotori dell’Associazione 7 ottobre, nata in Italia per combattere le nuove forme di antisemitismo. 

## Libri
Dissidenti. Da Aleksei Navalny a Nadia Murad, da Azar Nafisi al Dalai Lama: incontri con donne e uomini che lottano contro i regimi, Milano, Rizzoli, 2022  [15-03-2022], ISBN 978-88-1-716162-6.